# Gurnee (Illinois)
Gurnee ist eine Stadt im Lake County, Illinois, Vereinigte Staaten. Das U.S. Census Bureau hat bei der Volkszählung 2020 eine Einwohnerzahl von 30.706 ermittelt. Gurnee grenzt an Waukegan, Illinois, und wird als Teil des weiteren Stadtgebiets von Chicago angesehen. Gurnee ist bekannt für den Freizeitpark Six Flags Great America. In der Stadt leben viele Spieler der Chicago Bears, etwa der NFL Rekordhalter Devin Hester. Gurnee profitiert von seiner Lage zwischen Milwaukee and Chicago. Benannt ist die Stadt nach Walter S. Gurnee, einem einstigen Bürgermeister von Chicago.

## Geschichte
Frühe Siedler in der Gegend von Gurnee kamen zu Fuß, zu Pferd und in Prairie Schoonern, von Ochsen gezogene Karren, oder sie kamen über den Eriekanal und die Großen Seen. Sie kamen aus der Stadt Warren (New York), benannt nach Generalmajor Joseph Warren, der bei der Schlacht von Bunker Hill ums Leben kam. So wurde auch die 1850 gegründete Warren Township im Lake County, Illinois, auch nach ihm benannt. Die erste Besiedlung der Warren Township begann 1835 in der Gegend des Des Plaines River.
1835–36 errichtete eine Landgesellschaft aus New York ein Bürgerhaus auf dem Gelände des alten Gurnee Grade School, das für die Unterbringung von Familien geeignet war, während diesen Land zugewiesen wurde. Diese erhielten auch Regierungszuschüsse für ihre Farmbetriebe. In der Nähe des Bürgerhauses gab es eine Furt, durch die die Potawatomi-Indianer den Fluss überquerten. Eine schwimmende Baumstamm-Brücke wurde dort etwa 1942 gebaut. Später wurde eine stabile Holzbrücke gebaut, bevor noch später eine eiserne Brücke errichtet wurde.
Mit der Errichtung einer festen Brücke wurden auch Straßen gebaut und das Gebiet wurde zum Zentrum der Gemeinde. An dieser Kreuzung überquerte die Milwaukee Road den Fluss von Westen nach Osten und dann weiter in nordöstlicher Richtung, um Chicago mit Milwaukee zu verbinden. Diese Straße wurde im Jahre 1836 von drei frühen Siedler, Thomas McClure, Mark Noble und Richard Steele, geplant.

## Geographie
Laut der Volkszählung von 2010 hat die Stadt eine Fläche von 35 Quadratkilometern, davon 99,48 % Landfläche und 0,059 % Wasserfläche. Gurnee liegt am Des Plaines River. Die Interstate 94 teilt die Stadt in eine Ost- und Westteil.

## Söhne und Töchter der Stadt
- Kevin Anderson (* 1960), Schauspieler
- Greg Rallo (* 1981), Eishockeyspieler

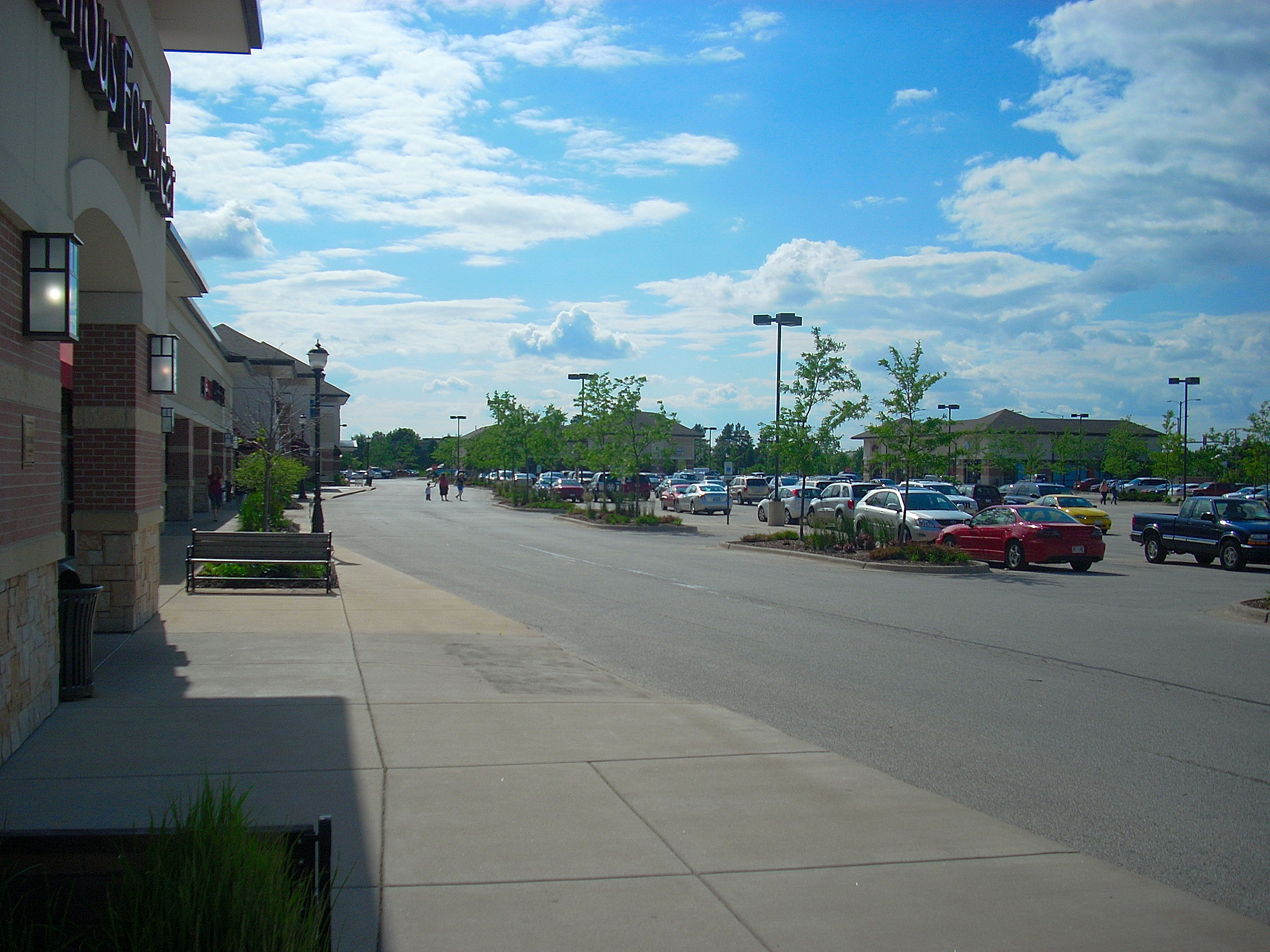
Ortszentrum
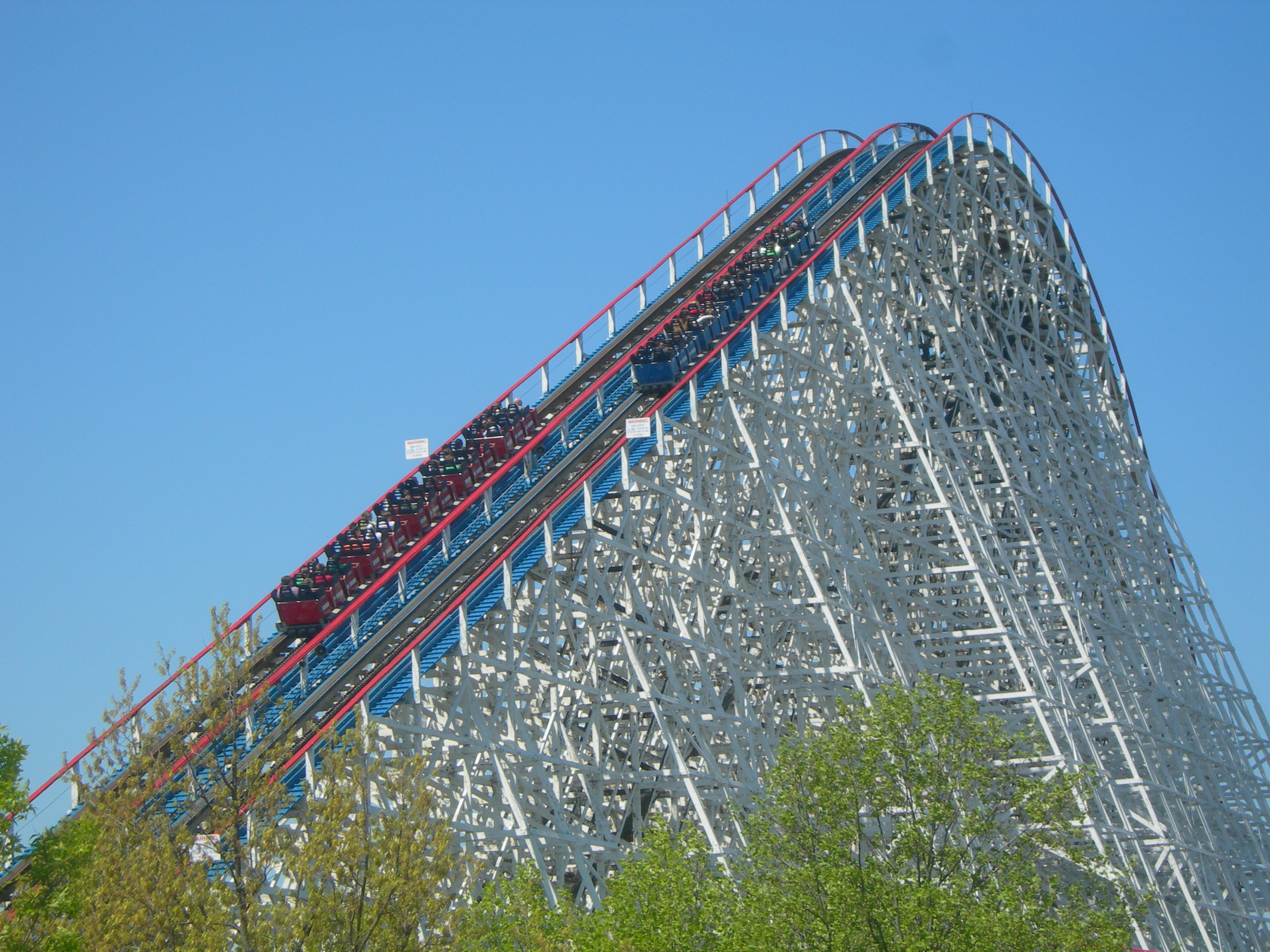
American Eagle in Six Flags Great America